# Palm Valley
Palm Valley es un lugar designado por el censo ubicado en el condado de San Juan en el estado estadounidense de Florida. En el Censo de 2010 tenía una población de 20.019 habitantes y una densidad poblacional de 566,67 personas por km².

## Geografía
Palm Valley se encuentra ubicado en las coordenadas 30°11′56″N 81°23′41″O / 30.19889, -81.39472. Según la Oficina del Censo de los Estados Unidos, Palm Valley tiene una superficie total de 35.33 km², de la cual 31.63 km² corresponden a tierra firme y (10.48%) 3.7 km² es agua.

## Demografía
Según el censo de 2010, había 20.019 personas residiendo en Palm Valley. La densidad de población era de 566,67 hab./km². De los 20.019 habitantes, Palm Valley estaba compuesto por el 94.79% blancos, el 1.26% eran afroamericanos, el 0.16% eran amerindios, el 1.76% eran asiáticos, el 0.05% eran isleños del Pacífico, el 0.62% eran de otras razas y el 1.35% pertenecían a dos o más razas. Del total de la población el 3.78% eran hispanos o latinos de cualquier raza.